# DSB IR4
DSB IR4 – czteroczłonowy elektryczny zespół trakcyjny produkowany przez Scandię z Randers dla Danske Statsbaner.

## Historia
Na przełomie lat 80. i 90. XX w., wobec planowanej w Danii elektryfikacji głównych linii kolejowych systemem prądu przemiennego o napięciu 25 kV i częstotliwości 50 Hz związanej z budową stałego połączenia przez cieśninę Wielki Bełt, Danske Statsbaner zamówiły elektryczną wersję składów serii IC3 z przeznaczeniem do ruchu międzyregionalnego. Pierwsze zespoły nowej serii IR4 weszły do eksploatacji wiosną 1995.

## Konstrukcja
Zespół zestawione jest z wagonu rozrządowo-silnikowego typu ER (2001-2044), dwóch wagonów doczepnych typu FR (2201-2244 i 2301-2344), wagonu rozrządowo-silnikowego typu ER (2101-2144), serie ER-20xx i ER-21xx mają różne wyposażenie wnętrza.
IR4 jest wersją elektryczną DSB IC3
Zespoły trakcyjne IR4 są osadzone na wózkach Jacobsa a pudła wykonane są z aluminium w celu zredukowania masy własnej.
Jest możliwość połączenia 5 zestawów IR4 / IC3, przejścia pomiędzy zestawami osiąga się przez odsunięcie ściany przedniej wraz z pulpitem sterowniczym i fotelem maszynisty na bok.